# 薩利納 (亞利桑那州)
薩利納（英語：Salina）是位於美國亞利桑那州阿帕契縣的一個非建制地區。該地的面積和人口皆未知。

## 地理
薩利納的座標為36°01′20″N 109°52′02″W / 36.02222°N 109.86722°W，而該地的平均海拔高度為1994米（即6542英尺）。